# Ragenold van Neustrië
Ragenold (of Raino) (gesneuveld 25 juli 885) was vanaf 852 graaf van Herbauges. Vanaf 878 was hij tevens graaf van Maine en markgraaf van Neustrië (tegenover het door de Vikingen in Normandië veroverde gebied).
Zijn familie is niet met zekerheid geïdentificeerd, maar waarschijnlijk was hij een zoon of kleinzoon van Renaud van Herbauges (overleden in 843).
Na de dood in 878 van Gauzfrid verleende Karel de Kale de Neustrische mark en het graafschap Maine aan Ragenold, dit omdat Gauzfrids kinderen nog te jong waren om hun patrimonium met succes te kunnen verdedigen.
Op 25 juli 885 werd Rouen door de Noormannen geplunderd. Ragenold trok op en slaagde erin de Vikingen te verrassen. Hij sneuvelde echter in het daaropvolgende gevecht.